# Sandrina Jardel
Pour les articles homonymes, voir Jardel.
Sandrina Jardel, née le 17 septembre 1971 à Schœlcher en Martinique, est une auteure de bande dessinée, de romans et scénariste française.

## Biographie
Née à la Martinique, fille du professeur Jean-Pierre Jardel, Sandrina Jardel grandit à Nice puis effectue des études supérieures (langue française) à Paris. Elle est ensuite professeure de français en Thaïlande pendant un an.
Elle a été la compagne et l'épouse de Joann Sfar, rencontré durant leur adolescence. Ils ont eu ensemble les deux premiers enfants de l'auteur, une fille et un garçon  , puis, en 2014, ils ont divorcé.
Sandrina Jardel a participé à certaines œuvres de Joann Sfar, notamment les séries Petit/Grand Vampire (film, dessin animé, roman). 
Elle est auteure de Orang-outan, édité par Bréal Jeunesse (2003) et illustré par Joann Sfar.

Elle est co-scénariste du film Le Chat du rabbin d'après les tomes 1, 2 et 5 de la BD homonyme.